# Marion Adnams
Marion Elizabeth Adnams (Derby, 3 dicembre 1898 – Derby, 24 ottobre 1995) è stata una pittrice e disegnatrice inglese di matrice surrealista, autrice anche di stampe.
Nei suoi dipinti vengono accomunati oggetti apparentemente estranei fra loro, posti insieme in ambienti sconosciuti, spesso esterni. Alcuni dei suoi quadri ritraggono invece paesaggi che ricordano la sua città natale.

## Biografia
Unica figlia di John Frederick Adnams e Mary Elizabeth Smith, Marion fu incoraggiata a seguire fin da piccola le proprie tendenze artistiche dal padre, che insegnava come intagliare il legno presso la scuola di Derby.
Dopo avere frequentato la Parkfield Cedars School a Derby, avrebbe voluto studiare arte ma i genitori la iscrissero presso l'Università di Nottingham, dove conseguì la laurea in lingue moderne nel 1919.
Non poté tuttavia impedirsi di seguire la vocazione artistica e nel corso di un lungo viaggio in Belgio, Francia e Italia, fra il 1927 e il 1930, incise vedute dei monumenti che visitò, esponendo poi le stampe presso il Derby Museum and Art Gallery e il Derby Women's Art Club.
Iniziò a dedicarsi all'insegnamento non delle lingue, bensì dell'arte presso la Central School femminile di Derby, prima di essere invitata dal Derbyshire Education Committee a prendere servizio presso la scuola femminile Homelands Grammar School di nuova apertura, dove si trasferì nell'ottobre del 1937.
Nel 1948 fu nominata senior lecturer presso il Diocesan Training College di Derby, dove divenne la responsabile delle discipline artistiche.
Fra il 1938 e il 1970 Adnams dipinse le opere surrealiste per le quali è maggiormente conosciuta, e che vennero esposte al British Art Centre di Londra, a fianco di Duncan Grant, Augustus John, Henry Moore, Jacob Epstein, ed Eileen Agar. Nel 1939 vendette il primo quadro, The Living Tree (1939), alla Manchester Art Gallery, affinché venisse incluso nella sua collezione denominata Rutherson Collection of Modern Art for Schools. Nello stesso anno partecipò alla mostra First Exhibition of Paintings, Sculptures, and Watercolours by Members of the British Art Centre, tenutasi presso la Stafford Gallery di Londra, nella quale vennero organizzate altre due esposizioni l'anno successivo, rispettivamente People and Flowers: the Fourth Exhibition of the British Art Centre e Limelight.
Nel 1944 espose presso la Modern Art Gallery di Londra, insieme a Jack Bilbo e Max Ernst. Alcune sue opere vennero in seguito vendute a prestigiose istituzioni britanniche, che contribuirono a farla conoscere al pubblico, fra le quali la Manchester Art Gallery, il Salford Museum and Art Gallery, le gallerie del Castello di Nottingham e del Leicestershire County Council, e la Scottish National Gallery of Modern Art. La collezione più vasta venne raccolta dal Derby Museum and Art Gallery. In particolare, presso la Manchester Art Gallery partecipò nel 1943 alla mostra Northern Artists Exhibition. 
All'età di sessantuno anni, nel 1960, Adnams si ritirò dall'insegnamento, dedicandosi a tempo pieno all'arte e sperimentando nuove forme espressive. L'acquisto di una seconda dimora in Francia le permise di dipingere e disegnare paesaggi ispirati dall'ambiente provenzale.
Nel 1966 dipinse una serie di murali per la chiesa Immanuel Church a Stapenhill, presso Burton upon Trent. Nel 1968, a settant'anni, perse parzialmente la vista. Le sue condizioni peggiorarono al punto da non consentirle più di dipingere. Nel 1971 le venne dedicata una retrospettiva dal titolo Marion Adnams: a Retrospective Exhibition of Paintings and Drawings, presso la Midland Group Gallery di Nottingham.
Nello stesso anno della sua morte, avvenuta all'età di novantasei anni, le sue opere vennero esposte nella mostra British and European Surrealism, presso il Wolverhampton Art Gallery and Museum. Le esequie vennero celebrate nella Cattedrale di Derby.
Ulteriori esposizioni dei suoi lavori vennero organizzate rispettivamente nel 2009 (Angels of Anarchy: Women Artists and Surrealism) presso la Manchester Art Gallery, nel 2011 (Three Stones in the City of Ladies) presso il Castello di Nottingham, nel 2017 (John Armstrong: Dream and Reality) presso la Atkinson Art Gallery and Library di Southport, e nel 2017-8 (Marion Adnams - A Singular Woman) presso il Derby Museum and Art Gallery.
Nel 2011 venne creata una serie intitolata Drifting and Dreaming, costituita da cappelli esplicitamente ispirati alle opere di Marion Adnams dal modista britannico Stephen Jones.